# Arlette Poirier
Pour les articles homonymes, voir Poirier (homonymie).
Arlette Poirier, née le 11 juin 1926 dans le 16e arrondissement de Paris, morte le 21 mai 2012 à Nîmes  est une actrice française.

## Biographie
Née dans une famille très aisée, Arlette Caroline Bernadette Poirier D'Auvergne est une ancienne élève du Conservatoire national supérieur d'art dramatique. Elle commence sa carrière dans de petits rôles dans des productions françaises telles que Coiffeur pour dames de Jean Boyer (1952), qui met en valeur son attrait physique plus que ses talents d'actrice. Elle aura un rôle plus exigeant en jouant Lulu dans le drame Montparnasse 19 de Jacques Becker (1958).
Elle a également travaillé en Italie, jouant le rôle de Marcella dans L'Assassin de la rue Paradis, et celui de Franca dans Les femmes mènent le jeu, tous deux réalisés par Giorgio Bianchi en 1953.
En plus de ses apparitions remarquées dans des roman-photos, elle apparaît fréquemment à la télévision et a fait la couverture de grands magazines tels que Life.
Elle abandonne le cinéma au mitan des années 1970.

## Filmographie

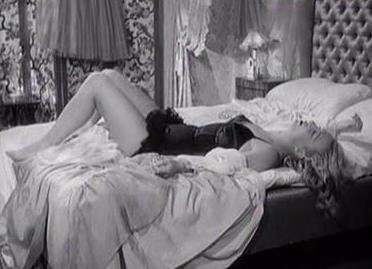
Poirier dans L'Assassin de la rue Paradis.

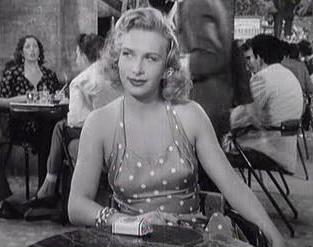
Poirier dans L'Assassin de la rue Paradis.

### Cinéma
- 1950 : La Dame de chez Maxim de Marcel Aboulker : La môme Crevette
- 1951 : Andalousie de Robert Vernay : Fanny Miller
- 1951 : El sueño de Andalucia de Luis Lucia Mingarro : Fanny Miller, version espagnole du film précédent
- 1952 : Les Deux Monsieur de Madame de Robert Bibal : Marthe Gatouillat
- 1952 : Coiffeur pour dames de Jean Boyer : Edmonde
- 1952 : La Fugue de monsieur Perle de Roger Richebé : Maud, la fausse suicidée de la Tour Eiffel
- 1953 : Les femmes mènent le jeu (Scampolo 53) de Giorgio Bianchi
- 1953 : Ma femme, ma vache et moi de Jean Devaivre
- 1953 : Mon gosse de père de Léon Mathot : Philippine Opposum
- 1954 : L'Assassin de la rue Paradis (Via Padova 46) de Giorgio Bianchi : Marcella
- 1954 : C'est... la vie parisienne d'Alfred Rode : Émilienne de Montluçon
- 1958 : Montparnasse 19 de Jacques Becker : Lulu
- 1958 : Sérénade au Texas de Richard Pottier : Dolorès
- 1960 : Amour, autocar et boîtes de nuit ou Paris c'est l'amour de Walter Kapps : Annette
- 1972 : Je suis frigide... pourquoi ? ou Comment le désir vient aux filles de Max Pécas : Madame Chambon

### Télévision

#### Séries télévisées
- 1971 : Les Dossiers du professeur Morgan - épisode : Poison par correspondance
- 1972 : Les Évasions célèbres, épisode L'étrange trépas de Monsieur de la Pivardière : Mme de Châteaurenard

## Théâtre
- 1949 : Le Petit Café de Tristan Bernard,  mise en scène Yves Mirande, théâtre Antoine[4]
- 1954 : L'Homme qui était venu pour dîner d'après Moss Hart et George Kaufman, mise en scène Fernand Ledoux, théâtre Antoine
- 1954 : Mon ami Guillaume de Gabriel Arout, mise en scène Pierre Dux, théâtre Michel